# Droúsia
Droúsia (grec moderne : Δρούσια) est un village chypriote situé dans le district de Paphos et comptant 405 habitants.